# Křišťálová Lupa
Křišťálová Lupa – Cena českého Internetu – czeska ankieta czytelnicza mająca na celu wyłonienie najciekawszych projektów i usług w czeskim internecie. Została zapoczątkowana w 2006 roku. 
Za ankietę jest odpowiedzialny serwis informacyjny Lupa.cz wraz z przedsiębiorstwem Internet Info.